# İncili, Aydıntepe
İncili là một xã thuộc huyện Aydıntepe, tỉnh Bayburt, Thổ Nhĩ Kỳ. Dân số thời điểm năm 2010 là 287 người.